# Towers (Schiff)
Die Towers, auch USS Towers, (Kennung: DDG-9) war ein im Juni 1961 in Dienst gestellter Zerstörer der United States Navy. Das zur Charles-F.-Adams-Klasse gehörende Schiff erlangte vor allem durch seinen Einsatz im Vietnamkrieg Bekanntheit, für den es vier Battle Stars erhielt. Die Towers blieb bis Oktober 1990 in Fahrt, wurde 1992 aus dem Naval Vessel Register gestrichen und im Oktober 2002 als Zielschiff vor der Küste Kaliforniens versenkt.

## Geschichte
Die Towers wurde am 1. April 1958 bei Todd Pacific Shipyards auf Kiel gelegt und lief am 23. April 1959 vom Stapel. Die Indienststellung erfolgte am 6. Juni 1961 unter dem Kommando von Commander L. D. Cummins. Benannt war das Schiff nach dem Marineflieger und Admiral John Henry Towers.
Nach Absolvierung der Testfahrten unternahm die Towers zu Beginn ihrer Dienstzeit als Teil der „WestPac“-Flotte mehrere Reisen nach Australien, Japan, die Philippinen und Thailand. Ab 1963 wurde sie zudem für Übungseinsätze vor der Küste Kaliforniens genutzt.
Am 5. Januar 1965 brach das Schiff von San Diego aus zum Kriegseinsatz nach Vietnam auf. Es wurde Teil der United States Seventh Fleet und war sowohl im Golf von Tonkin als auch im Südchinesischen Meer stationiert. Hauptaufgabe war hierbei vor allem die Sicherung der sogenannten „Yankee Station“ und der dort ankernden Flugzeugträger.
Im Verlauf des Vietnamkriegs war die Towers an einer Vielzahl von Kriegshandlungen beteiligt. So kam sie unter anderem im Januar und Februar 1966 zur U-Jagd zum Einsatz. Sie gab zudem Feuerunterstützung für US-amerikanische Truppen, griff Stellungen der Vietcong an und war mehrfach an der Rettung amerikanischer Soldaten aus feindlichen Linien beteiligt. Die Riskanteste hiervon war am 31. August 1966, als ein Flugzeug der United States Navy von feindlichen Luftabwehrgeschützen getroffen wurde und abstürzte. Der Pilot der Maschine konnte vorher mit seinem Fallschirm abspringen, landete jedoch in Hải Phòng und somit direkt hinter feindlicher Linie. Durch die Präsenz der Towers und der King in Hafennähe konnte der Pilot rechtzeitig durch einen Bordhubschrauber der King gerettet werden.
Der Einsatz der Towers in Vietnam dauerte mit Unterbrechungen für Werftaufenthalte sieben Jahre bis ins Jahr 1972 an. Für seine Verdiente erhielt das Schiff insgesamt vier Battle Stars, seine Besatzung die Navy Unit Commendation.
Nach dem Vietnamkrieg wurde die Towers überwiegend für Übungseinsätze im Pazifik genutzt und unternahm Fahrten in mehrere ausländische Häfen, darunter im Juli 1977 zum jährlich stattfindenden „Sea Festival“ in Vancouver.

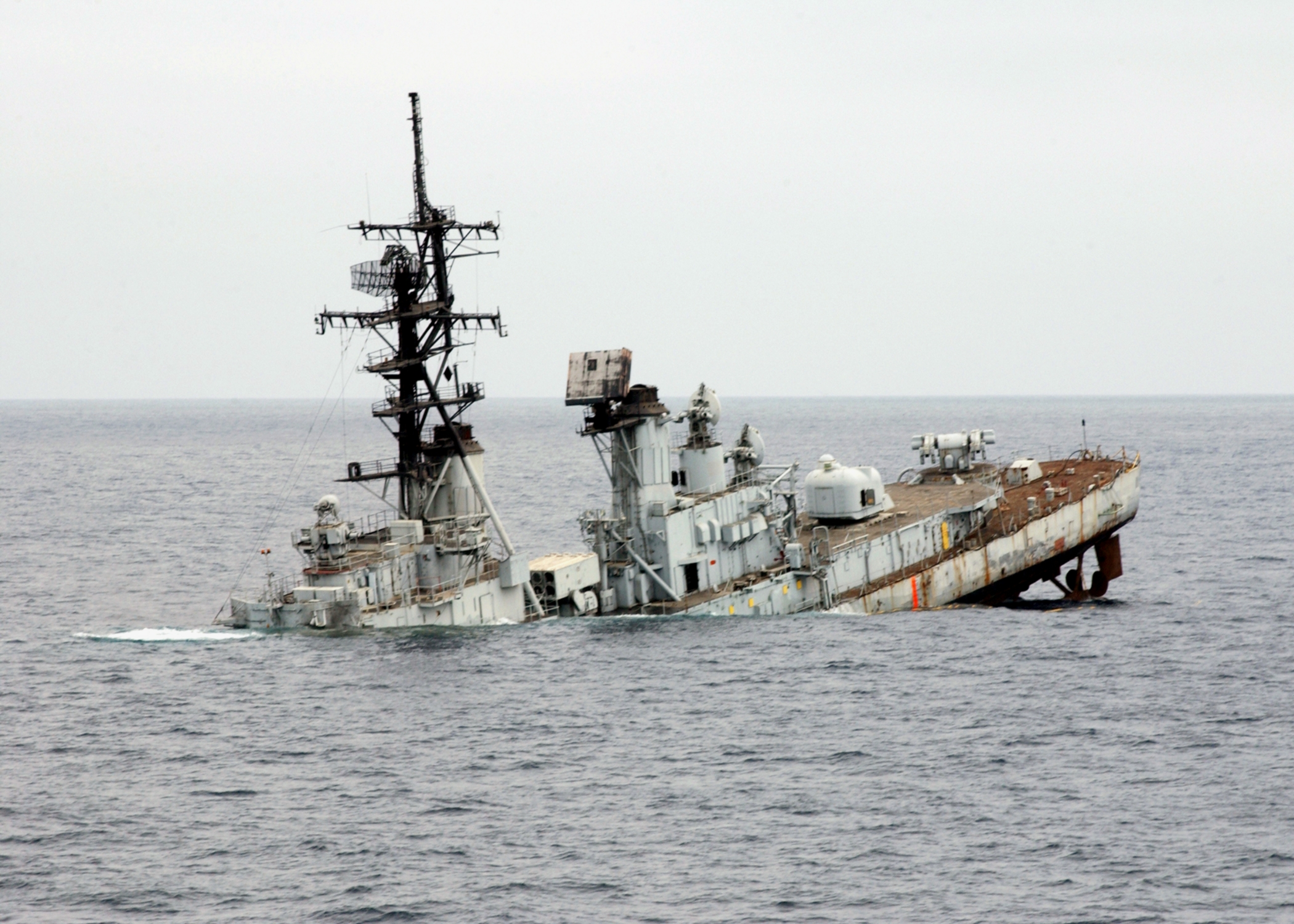
Versenkung der Towers am 9. Oktober 2002

Seit November 1980 war das Schiff in Yokosuka stationiert. Hierbei nahm es auch an Einsätzen der Japanischen Maritimen Selbstverteidigungsstreitkräften teil. Von Oktober bis November 1983 beteiligte sich die Towers an der Bergung von Trümmern des im September abgestürzten Korean-Air-Lines-Flug 007.
Einen seiner letzten Einsätze erlebte das Schiff von August bis November 1989, als es den Persischen Golf patrouillierte. Am 1. Oktober 1990 wurde die Towers außer Dienst gestellt und zur Reserveflotte überstellt. Am 27. Mai 1992 erfolgte die Streichung aus dem Naval Vessel Register. Am 9. Oktober 2002 wurde sie während eines Übungseinsatzes als Zielschiff von der Sides vor der Küste Kaliforniens versenkt.
Eine vom Kommandanten des Schiffes genutzte Gig ist heute im Freedom Park in Omaha ausgestellt.